# KSB Wrocław
Klub Sportowy Barons Wrocław – baseballowy klub sportowy z Wrocławia, który w Ekstralidze baseballowej występował w sezonach 2010-2012 i od 2014 do chwili obecnej. 

## Sukcesy
- Wicemistrz Polski 2014
- Brązowy medal Mistrzostw Polski: 2011, 2015
- Zdobywca Pucharu Polski: 2017
- Mistrz pierwszej ligi baseballowej: 2006, 2013
- Wicemistrz pierwszej ligi baseballowej: 2009